# Lijst van voetbalinterlands Antigua en Barbuda - Aruba
Deze lijst van voetbalinterlands is een overzicht van alle officiële voetbalwedstrijden tussen de nationale teams van Antigua en Barbuda en Aruba. De landen speelden tot op heden vijf keer tegen elkaar. De eerste ontmoeting, een kwalificatiewedstrijd voor het Wereldkampioenschap voetbal 2010, werd gespeeld in Oranjestad op 6 februari 2008. Het laatste duel, een groepswedstrijd tijdens de CONCACAF Nations League 2019/20, vond plaats in Willemstad (Curaçao) op 17 november 2019.

## Wedstrijden
| № | Plaats       | Datum            | Competitie                      | Wedstrijd                  | Uitslag |
| - | ------------ | ---------------- | ------------------------------- | -------------------------- | ------- |
| 1 | Oranjestad   | 6 februari 2008  | WK 2010 kwalificatie            | Aruba − Antigua en Barbuda | 0 − 3   |
| 2 | Saint John's | 26 maart 2008    | WK 2010 kwalificatie            | Antigua en Barbuda − Aruba | 1 − 0   |
| 3 | Saint John's | 23 maart 2016    | Caribbean Cup 2017 kwalificatie | Antigua en Barbuda − Aruba | 2 − 1   |
| 4 | Saint John's | 9 september 2019 | CONCACAF Nations League 2019/20 | Antigua en Barbuda − Aruba | 2 − 1   |
| 5 | Willemstad   | 17 november 2019 | CONCACAF Nations League 2019/20 | Aruba − Antigua en Barbuda | 2 − 3   |

## Samenvatting
| Competitie                 | Totaal gespeeld | Winst Antig. en Barb. | Gelijk | Winst Aruba | Doelsaldo Antig. en Barb. – Aruba |
| -------------------------- | --------------- | --------------------- | ------ | ----------- | --------------------------------- |
| WK-kwalificatie            | 2               | 2                     | 0      | 0           | 4 − 0                             |
| CONCACAF Nations League    | 2               | 2                     | 0      | 0           | 5 − 3                             |
| Caribbean Cup-kwalificatie | 1               | 1                     | 0      | 0           | 2 − 1                             |
| Totaal                     | 5               | 5                     | 0      | 0           | 11 − 4                            |

Wedstrijden bepaald door strafschoppen worden, in lijn met de FIFA, als een gelijkspel gerekend.